# Henry (Illinois)
Henry és una ciutat dels Estats Units a l'estat d'Illinois. Segons el cens del 2000 tenia 2.540 habitants.

## Demografia
Segons el cens del 2000, Henry tenia 2.540 habitants, 1.014 habitatges, i 678 famílies. La densitat de població era de 705,5 habitants/km².
Dels 1.014 habitatges en un 29,6% hi vivien nens de menys de 18 anys, en un 55,2% hi vivien parelles casades, en un 8,2% dones solteres, i en un 33,1% no eren unitats familiars. En el 29,8% dels habitatges hi vivien persones soles el 16,9% de les quals corresponia a persones de 65 anys o més que vivien soles. El nombre mitjà de persones vivint en cada habitatge era de 2,42 i el nombre mitjà de persones que vivien en cada família era de 3.
Per edats la població es repartia de la següent manera: un 23,9% tenia menys de 18 anys, un 6,9% entre 18 i 24, un 24,1% entre 25 i 44, un 23% de 45 a 60 i un 22,1% 65 anys o més.
L'edat mediana era de 42 anys. Per cada 100 dones de 18 o més anys hi havia 87,1 homes.
La renda mediana per habitatge era de 40.236 $ i la renda mediana per família de 50.375 $. Els homes tenien una renda mediana de 39.919 $ mentre que les dones 18.621 $. La renda per capita de la població era de 18.473 $. Aproximadament el 5,7% de les famílies i el 5,6% de la població estaven per davall del llindar de pobresa.

## Poblacions properes
El següent diagrama mostra les poblacions més properes.